# Peter Daniel Friedrich Zäpelihn
Peter Daniel Friedrich Zäpelihn (auch Zaepelin, Zepelin, Zeppelin oder von Zeplin; * 1772 in Rostock; † wohl 1832 in Sankt Petersburg) war ein deutscher Historiker, Bibliothekar und Statistiker.

## Leben
Peter Daniel Friedrich Zäpelihn wurde als Sohn des Kaufmanns Zeppelin in Rostock geboren und schrieb sich an der dortigen Universität im September 1788 zum Studium ein. Von Trinitatis 1793 bis Trinitatis 1796 erhielt er dafür finanzielle Unterstützung aus dem Sassischen Stipendium, dessen Stifter der Rostocker Theologieprofessor Peter Sasse (1709–1776) gewesen war. Im Juni 1804 wurde er von der Philosophischen Fakultät der Universität Rostock zum Magister promoviert. Bereits zuvor und wohl schon seit den 1790er Jahren war er als Hauslehrer in Kurland bzw. Livland tätig.
Bei Gründung der Universität Kasan am 5. Novemberjul. / 17. November 1804greg. wurde Zäpelihn zum Professor der allgemeinen Staatengeschichte, Geographie und Statistik berufen. Im vom 24. Februar bis zum 11. Juli stattfindenden Sommerhalbjahr las er die Staatengeschichte nach Spittlers Handbuch. Zäpelihn hatte den Lehrstuhl bis zu seiner Entlassung 1819 inne.
Etwa ab 1822 war Zäpelihn bei der zentralen Marinebibliothek in Sankt Petersburg als Bibliothekar tätig. Dort war er Assistent des Bibliotheksdirektors Adam Johann von Krusenstern. Zugleich war Zäpelihn Direktor des Seekadetten-Korps der Marinebibliothek und zuständig für die Übersendung der regelmäßig vom Korps publizierten wissenschaftlichen Schriften und Lehrbücher. Zusammen mit Krusenstern erwarb er sich große Verdienste um den Ausbau der Bibliothek in den 1820er Jahren. 
Zäpelihn war ab 1823 Mitglied der Gesellschaft für russische Geschichte und Altertümer in Moskau und wurde zum Kaiserlich Russischen Hofrat ernannt.

## Schriften
- mit Johann Christian Wilhelm Dahl: Notitia codicis manuscripti C. C. Sallustii Bellum Catilinarium et Iugurthinum itemque Eutropii fragmentum continentis qui in bibliotheca Rostochiensi academica asservatur. Una cum specimine praecipuarum lectionis varietatum. J. D. Kleyb, Leipzig 1791 (online).
- Die Variner und Warnawer: Ein Beytrag zur ältern Völker-Geschichte Deutschlandes. Bärensprung, Schwerin 1797 (online).